# Jodi Huisentruit
Jodi Sue Huisentruit (Long Prairie, Minnesota; 5 de junio de 1968 - declarada legalmente muerta en mayo de 2001) fue una presentadora de noticias de televisión estadounidense que desapareció en la madrugada del 27 de junio de 1995, poco después de hablar con un conocido y decirle que se dirigía a su puesto de trabajo. La policía encontró signos de violencia en su domicilio, lo que llevó la investigación en un primer momento a pensar que fue un secuestro. Posteriores investigaciones no consiguieron determinar su paradero ni encontrar nuevas pistas sobre su desaparición.

## Biografía
Huisentruit nació y creció en Long Prairie, localidad del estado de Minnesota. Era la hija menor de Maurice Nicholas Huisentruit (1920–1982) e Imogene L. "Jane" Huisentruit (nacida Anderson, 1923–2014). En la escuela secundaria destacó en el equipo de golf, siendo considerada un talento prometedor, y llevando a su equipo a ganar el torneo estatal de Clase A en 1985 y 1986. Después de la secundaria, fue a la Universidad Estatal de St. Cloud, donde se graduó en Comunicación en 1990. Su primer trabajo después de la universidad fue en la aerolínea Northwest Airlines. Llegó a ser contratada por la cadena de televisión KGAN (filial de CBS) en Iowa. Tras un receso en su estado natal, en otra emisora local, regresó a Iowa para trabajar en KIMT, otra filial de CBS.

## Desaparición e investigación
El día antes de su desaparición, Huisentruit participó en un torneo de golf; y de acuerdo con un amigo suyo, John Vansice, residente de Mason City (Iowa), ella fue a su casa para ver el vídeo casero de la celebración del cumpleaños que él mismo había organizado para ella a principios de ese mes.
Aproximadamente a las 4 de la madrugada del martes 27 de junio de 1995, la productora de KIMT Amy Kuns notó que Huisentruit no se había presentado a trabajar como estaba programado. Fue entonces cuando llamó a su domicilio. Huisentruit llegó a contestar al teléfono, y explicó que se había quedado dormida y que se estaba preparando para irse a la estación. Sin embargo, dos horas más tarde, a las 6 de la mañana, todavía no había llegado, y Kuns tuvo que reemplazarla en el programa matutino que debía presentar. Al finalizar el programa, a las 7 de la mañana, y con Huisentruit sin aparecer por la redacción, el equipo de KIMT llamó a la policía de Mason City.
Cuando la policía se personó en el domicilio, encontraron que su Mazda Miata rojo seguía aparcado fuera. Encontraron pruebas que determinaron que pudo haber una lucha cerca de su automóvil. Se encontraron artículos personales, entre estos las llaves del coche. La policía también informó que recuperó una huella de palma no identificada de su vehículo.
La investigación posterior reveló al menos tres vecinos en su complejo de apartamentos que dijeron haber escuchado gritos aproximadamente cuando Huisentruit probablemente se habría ido a trabajar. Un vecino cercano informó haber visto una camioneta blanca estacionada con sus luces encendidas en el estacionamiento aproximadamente al mismo tiempo. Esta camioneta nunca fue identificada positivamente.
En septiembre de 1995, la familia Huisentruit contrató a los investigadores privados de McCarthy & Associates, de Minneapolis (Minnesota), que a su vez solicitaron la asistencia del investigador privado Doug Jasa, de Omaha (Nebraska). McCarthy y Jasa aparecieron en varios programas de televisión nacionales, incluidos los misterios más buscados y sin resolver de Estados Unidos. En noviembre de 1995, junto a algunos miembros de la familia de Jodi viajaron a Los Ángeles para reunirse con tres psíquicos prominentes. Esta reunión fue televisada y sirvió como piloto para el programa de televisión Psychic Detectives. Aunque cada programa generó varias pistas, ninguna resultó en evidencia concreta o identificación de un sospechoso.
En mayo de 1996, unos 100 voluntarios registraron un área del condado de Cerro Gordo y dejaron banderas para marcar cualquier cosa que pareciera sospechosa. Cada uno de estos sitios fue reexaminado por la policía, pero no se encontraron pruebas prometedoras.
Desde la desaparición de Huisentruit en 1995, la policía y los investigadores privados han realizado más de 1000 entrevistas para investigar su caso. Sin embargo, ninguno ha resultado en evidencia concluyente que apunte hacia un sospechoso. Huisentruit fue declarado legalmente muerto en mayo de 2001.
Tiempo después surgieron diversos resurgimientos periódicos en la historia. Pero no se ha identificado ningún sospechoso en la desaparición de Huisentruit y todos los restos descubiertos al destino han demostrado ser de otras fuentes. En 2005, muchos medios de comunicación, nuevamente se centraron en la historia a medida que se acercaba el décimo aniversario de su desaparición.
A principios de junio de 2008, las fotocopias de las 84 páginas del diario personal de Huisentruit se enviaron por correo anónimamente a un periódico local. El Mason City Globe Gazette recibió el material en un sobre grande sin dirección de devolución y un matasellos del 4 de junio de Waterloo (Iowa). El diario original ha estado en posesión de la policía desde que comenzó la investigación de la desaparición. En unos días, la policía de Mason City informó que el remitente se había presentado y luego la identificó como la esposa del exjefe de policía de Mason City. Aunque señaló que el exjefe había llevado una copia del diario a su casa cuando dejó el cargo, la policía no dio motivos para que su esposa lo enviara al periódico. 
El FBI, el Departamento de Policía de Mason City, la División de Investigación Criminal de Iowa y los investigadores privados continuaron trabajando activamente en la desaparición de Huisentruit y el programa de televisión Nancy Grace: America's Missing destacó su caso el 23 de febrero de 2011, y nuevamente el 6 de diciembre de 2013.
En diciembre de 2016, el político John Kooiker, que representó al Cuarto Distrito del Estado de Iowa en la Cámara de Representantes entre 2015 y 2017, describió su experiencia con el caso como miembro del Comité de Seguridad Pública de la Casa del Estado de Iowa y sugirió un encubrimiento por parte de funcionarios de Mason City. Su artículo de opinión fue publicado en The N'West Iowa Review.